# Leyla Gencer
Leyla Gencer (Istanbul, Turquia, 10 d'octubre de 1928 – Milà, Itàlia, 10 de maig de 2008) fou una soprano turca.

## Biografia

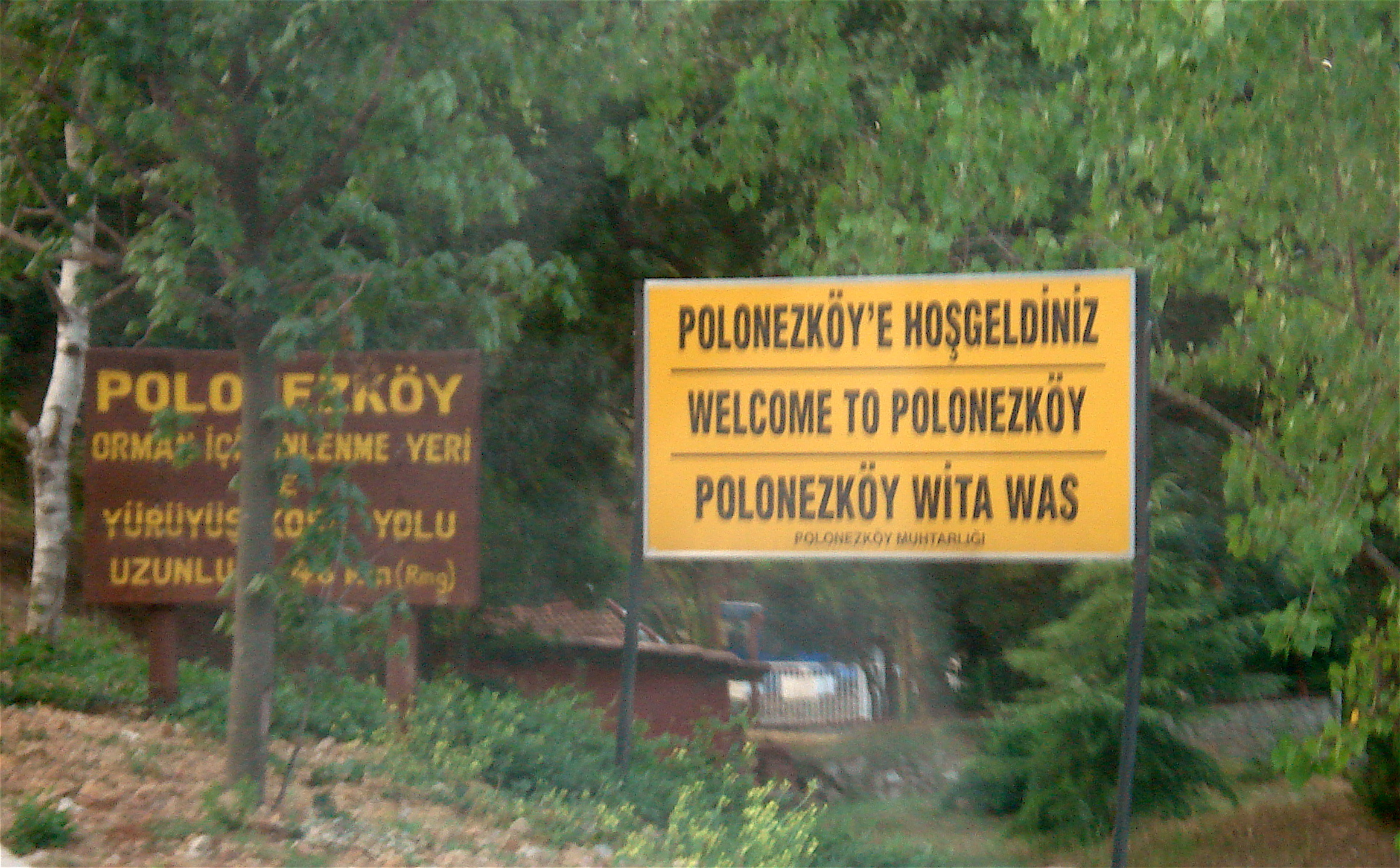
Polonezköy, Beykoz, on Gencer va néixer

Nascuda a Polonezköy (poble de polonesos) a Istanbul de pare turc musulmà, Hasanzade İbrahim Bey (després İbrahim Çeyrekgil), de Safranbolu i de mare turca d'origen polonès. La seva mare es va convertir a l'islam després del matrimoni i va canviar el seu nom de baptisme catòlic Alexandra Angela per Aliye. Leyla Gencer ha reconegut, en una entrevista la seva orientació musulmana i també "oriental". El 1946 es va casar amb İbrahim Gencer.

## Carrera

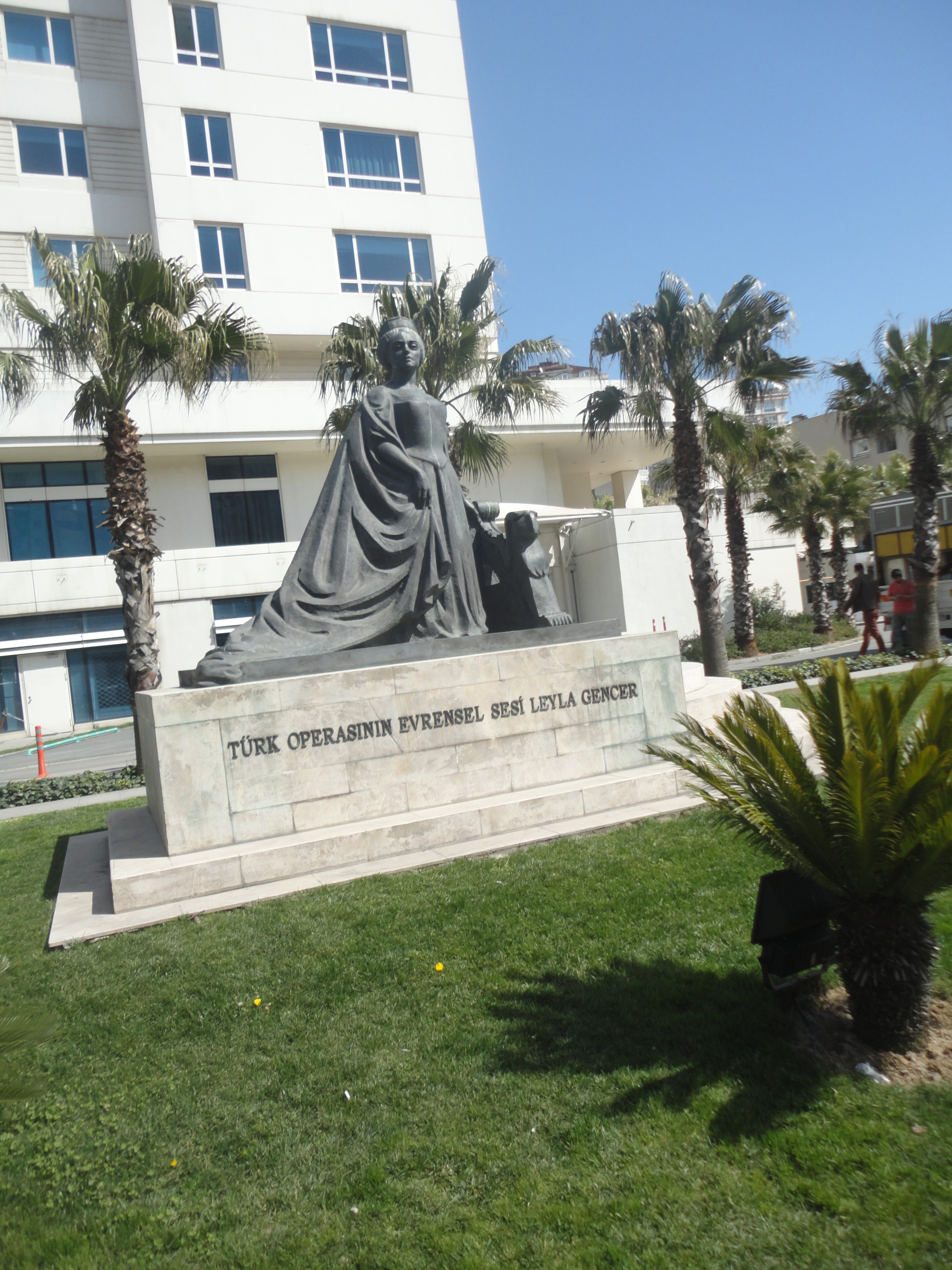
"Leyla Gencer, La Veu Universal de l'Òpera Turca", monument erigit a Beşiktaş, Istanbul, el 2015

Va començar a estudiar cant al Conservatori Municipal d'Istanbul, però després va rebre lliçons privades a Ankara amb la seua mestra, la soprano italiana Giannina Arangi-Lombardi. Va ser membre del cor del Teatre Estatal Turc fins a fer el seu debut operístic a Ankara l'any 1950, com la Santuzza de Cavalleria rusticana. Durant els anys immediatament posteriors va esdevenir una figura molt coneguda al seu país, cantant molt sovint en funcions per al Govern de Turquia.
L'any 1953, Gencer va debutar a Itàlia, al Teatre San Carlo de Nàpols com Santuzza. Va tornar a Nàpols l'any següent per a les representacions de Madama Butterfly i Eugene Onegin. El 1957 va debutar a La Scala de Milà com Mme. Lidoine en l'estrena mundial de Dialogues des Carmélites de Poulenc. A partir d'aleshores va aparèixer regularment a La Scala, interpretant dinou papers diferents des de 1957 fins a 1983, incloent-hi Leonora en La forza del destino, Elisabetta en Don Carlos, Aida, Lady Macbeth en Macbeth, Norma, Ottavia en L'incoronazione di Poppea, i Alceste. També a La Scala va interpretar a la Primera Dama de Canterbury en l'estrena mundial de L'assassinio nella cattedrale de Pizzetti, l'any 1958.
L'any 1962 va debutar al Royal Opera House, Covent Garden com Elisabetta di Valois i com Donna Anna en Don Giovanni. Va fer el seu debut als Estats Units en l'Òpera de San Francisco l'any 1956 com Francesca en Francesca da Rimini. També va actuar en altres teatres d'òpera estatunidencs, però mai no ho va fer al Metropolitan Opera, tot i que va haver-hi converses amb ella per a una Tosca l'any 1956.
El 1985 es va retirar dels escenaris a La Fenice, amb La Prova di un'opera seria de Francesco Gnecco. No obstant va continuar donant recitals fins a l'any 1992. L'any 2007 es va fer càrrec de l'escola de joves intèrprets de La Scala per decisió del director musical de la institució, Riccardo Muti.
Al llarg de la seua carrera, Gencer va ser aclamada com a destacada intèrpret de les obres de Donizetti. Entre les més conegudes d'aquestes interpretacions cal esmentar les de Belisario, Poliuto, Anna Bolena, Lucrezia Borgia, Maria Stuarda i Caterina Cornaro. Però la seua interpretació més reconeguda i aclamada va ser la de l'òpera Roberto Devereux, que va cantar a Nàpols l'any 1964.
A banda dels papers de bel canto que li van donar famar, el seu repertori també va incloure obres de Prokófiev, Mozart i Puccini. Va aparèixer en produccions d'òperes poc habituals, o en rescat d'obres oblidades, com ara La Falena d'Antonio Smareglia, Elisabetta, regina d'Inghilterra de Rossini, Agnese di Hohenstaufen de Gaspare Spontini, Saffo de Pacini, o Alceste de Gluck.
El 10 de maig de 2008 va morir a Milà (Itàlia). El seu corp fou cremada i per su testimoni les cendres arrasades al Bòsfor, cerca del Palau de Dolmabahçe en Istanbul.

## Relació amb Virginia Zeani
Des de molts punts de vista, la carrera de Gencer va ser paral·lela a la de Virginia Zeani. Tot i que aquesta darrera era romanesa i Gencer turca, ambdues van desenvolupar la major part de les seues carreres a Itàlia i en papers belcantistes des de principis dels anys 1950 fins a la meitat dels anys 1980, i cadascuna d'elles va tenir un repertori de més de setanta papers. També ambdues van fer pocs enregistraments comercials; això no obstant, existeixen nombrosos enregistraments "pirates" de les seues interpretacions. Leyla Gencer va estar associada principalment amb les heroïnes de les òperes de Donizetti.

## Premis i distincions

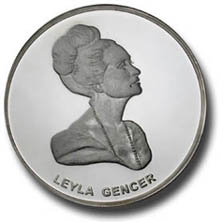
Moneda commemorativa turca en honor de Leyla Gencer, 2004

- L'any 1988, el president de Turquia la va nomenar "Artista de l'Estat".[4]
- Des de l'any 1996 té lloc a Istanbul el Concurs de Cant "Leyla Gencer" Arxivat 2007-07-15 a Wayback Machine.
- L'any 2002 va rebre el prestigiós "Premi d'Honor Puccini", de The Licia Albanese-Puccini Foundation al Lincoln Center de Nova York.

## Altres reconeixements
- L'any 2004, la seca turca va traure una moneda commemorativa amb la seua imatge, per valor de 10 dòlars nord-americans.
- El Ajuntament de Bakırköy, İstanbul ha construït un Centre d'Opera i Artes Leyla Gencer, el 2013.[5][6]

## Discografia
- Bellini: Norma / 1966, de Fabritiis, Gencer, Cossotto, i cols.
- Bellini: Norma / 1965, Gavazzeni, Gencer, Simionato, i cols.
- Bellini: Beatrice di Tenda1964 / Gui, Gencer, Zanasi, et al
- Bellini: I puritani 1961 / Quadri, Gencer, Raimondi, i cols.
- Pacini: Saffo 1967 / Gencer, Del Bianco, Mattiucci
- Cherubini: Medea 1968/ Gencer, Bottion, et al
- Mayr: Medea in Corinto 1976/ Ferro, Gencer, Johns
- Gluck: Alceste 1967/ Gui, Gencer, Picchi
- Chopin: Cançons poloneses; Liszt / Leyla Gencer, Nikita Magaloff
- Donizetti: Anna Bolena 1958/ Gavazzeni, Gencer, Simionato, i cols.
- Donizetti: Anna Bolena 1965/ Gavazzeni, Gencer, Cava, i cols.
- Donizetti: Caterina Cornaro 1972 / Cillario, Gencer, Aragall
- Donizetti: Les Martyrs / 1975 Camozzo, Gencer, Bruson, i cols.
- Donizetti: Les Martyrs / 1978 Gelmetti, Gencer, Bruson, i cols.
- Donizetti: Lucrezia Borgia / 1970 Gracis, Gencer, Raimondi i cols.
- Donizetti: Lucrezia Borgia / 1966 Franci, Gencer, Aragall, Petri i cols.
- Donizetti: Maria Stuarda / 1967 Molinari-Pradelli, Gencer, Verret, Tagliavini i cols.
- Donizetti: Messa di Requiem / Gavazzeni, Teatro La Fenice
- Donizetti: Roberto Devereux 1964 / Gencer, Cappuccilli, i cols.
- Donizetti: Belisario 1969 / Gavazzeni, Gencer, Taddei i cols.
- Mozart: Don Giovanni 1960/ Molinari-Pradelli, Gencer, Petri, Bruscantini, Stich-Randall i cols.
- Mozart: Don Giovanni 1962/ Solti, Gencer, Jurinac, Freni
- Ponchielli: La Gioconda 1971 / de Fabritiis, Gencer, Raimondi
- Zandonai: Francesca da Rimini 1961 / Capuana, Gencer, Cioni i cols.
- Rossini: Elisabetta, Regina d'Inghilterra 1971/ Sanzogno, Gencer, Grilli
- Verdi: I due Foscari" 1957/ Serafin, Gencer, Guelfi
- Verdi: La battaglia di Legnano 1959/ Gencer, Limarilli
- Verdi: Rigoletto 1961/ Quadri, Gencer, McNeil, Raimondi
- Verdi: Gerusalemme 1963/ Gavazzeni, Gencer, Aragall, Guelfi
- Verdi: I vespri siciliani 1965/ Gavazzeni, Gencer, i cols.
- Verdi: Macbeth 1960/ Gui, Gencer, Taddei, Picchi i cols.
- Verdi: Macbeth 1968/ Gavazzeni, Gencer, Guelfi, Corradi, i cols.
- Verdi: Attila 1972/ Silipigni, Gencer, Hines
- Verdi: Ernani 1972/ Gavazzeni, Gencer, Bergonzi
- Verdi: Simon Boccanegra 1961/ Gavazzeni, Gobbi, Gencer
- Verdi: Il trovatore 1957/Previtali, Gencer, Del Monaco, Barbieri, Bastianini
- Verdi: Un ballo in maschera 1961/ Gencer, Bergonzi
- Verdi: Aida 1956/ Capuana, Gencer, Bergonzi, Cossotto
- Verdi: La forza del destino 1957/ Serafin, Gencer, Di Stefano
- Verdi: La forza del destino 1965/ Molinari Pradelli, Gencer, Bergonzi